# Löbau-Zittau
Löbau-Zittau foi um distrito (kreis ou landkreis) da Alemanha localizado na região de Dresden, no estado da Saxônia.

## História
A partir de 1 de agosto de 2008, o antigo distrito de Löbau-Zittau foi unido ao antigo distrito de Niederschlesischer Oberlausitzkreis e a antiga cidade independente de Görlitz para formar o novo distrito de Görlitz.